# Bureau of Labor Statistics
Pour les articles homonymes, voir BLS.
Le Bureau of Labor Statistics (BLS) est lié au Département du Travail des États-Unis. Créé en 1884 et basé à Washington, il est le principal établissement du gouvernement américain dans le domaine de l'économie du travail et des statistiques. Il collecte, traite, analyse et diffuse des données statistiques à la population américaine (dont les représentants syndicaux), le Congrès des États-Unis et d'autres organismes fédéraux et locaux.

## Personnalités associées au BLS
- Alice Hamilton, nommée inspectrice générale du BLS en 1911
- Janet L. Norwood a dirigé le BLS de 1979 à 1991.
- Erika McEntarfer, commissaire de 2024 à 2025, licenciée par le Président D. Trump quelques heures après la publication du rapport sur l'emploi du Bureau pour le mois de juillet, qui comprenait une révision à la baisse substantielle des créations d'emplois rapportées par rapport aux deux mois précédents et une création d'emplois plus faible que prévu pour juillet[1]